# Blow (chanson de Beyoncé)
Pour les articles homonymes, voir Blow.
Blow est une chanson de l'artiste américaine Beyoncé pour son 5e album éponyme.
Elle a été écrite par Beyoncé, Pharrell Williams, James Fauntleroy, Timbaland, J-Roc et Justin Timberlake, et produite par Beyoncé et Pharell Williams.
La chanson fait référence à un cunnilingus avec des sonorités R'n'B, Disco et Funk.

La chanson s'est positionnée directement au sommet des charts du US Hot Dance Club Songs et devient son 19e single numéro 1 dans ce classement, à égalité avec Janet Jackson (toutes les deux 3e du classement).

Le clip vidéo pour cette chanson a été réalisé par Hype Williams.